# Hội Chữ thập đỏ Lào
Hội Chữ thập đỏ Lào là một tổ chức nhân đạo ở Lào được thành lập vào năm 1955.  Tổ chức này có trụ sở chính tại Viêng Chăn.
Kể từ năm 1992, tổ chức này đã hoạt động rộng rãi trong việc giải quyết các vấn đề về HIV/AIDS trong nước và có nguồn nhân lực hoạt động khoảng 40.000 người hàng năm.